# Pòstum Ebuci Helva Còrnicen
Pòstum Ebuci Helva Còrnicen (llatí: Postumius Aebutius Helva Cornicen) va ser un magistrat romà. Formava part de la gens Ebúcia, i era de la família dels Helva, d'origen patrici. Cornicen ('el que toca el corn') no sembla haver estat un cognom, sinó només aviat un agnomen (renom). Era fill de Luci Ebuci Helva, cònsol l'any 463 aC.
Va ser elegit cònsol l'any 442 aC juntament amb Marc Fabi Vibulà. En el seu consolat es va fundar una colònia a Ardea. L'any 435 aC va ser magister equitum del dictador Quint Servili Prisc Estructe Fidenes.